# Pablo Marçal
Pablo Henrique Costa Marçal (Goiânia, 18 de abril de 1987) es un emprendedor, político brasileño. Es conocido principalmente por vender cursos de desarrollo personal en las redes sociales y por su trayectoria política.
Se volvió más prominente en 2022,  cuando lideró una expedición al Pico dos Marins — una de las cumbres más altas la Sierra de Mantiqueira — que requirió el rescate de los bomberos debido a la exposición de 32 personas a riesgos que ponían en peligro sus vidas. En el mismo año, fue precandidato a la presidencia de Brasil, pero su candidatura no fue confirmada por desacuerdos internos dentro de su partido, PROS, que decidió apoyar la campaña de Luiz Inácio Lula da Silva . Contra el arreglo del partido, Marçal apoyó al candidato de la oposición, Jair Bolsonaro . Después de su intento fallido de candidatura presidencial, también se postuló para diputado federal en São Paulo y logró 243 000 votos, siendo inicialmente confirmada su elección pero finalmente invalidada por decisión del Tribunal Superior Electoral.

## Polémicas

### Estafas financieras
En 2010, a los 23 años, Marçal fue declarado culpable de pertenecer a una banda delictiva que desvió dinero de los bancos en 2005, cuando tenía 18 años. El grupo creaba páginas web falsas de entidades financieras y enviaba correos electrónicos para robar información personal de las víctimas utilizando un troyano. Marçal arreglaba los ordenadores de la empresa y negó conocer los ilícitos. En 2019 se le revocó la condena tras haber prescrito los delitos.

### Trato a los trabajadores
Marçal es propietario de la empresa Plataforma Internacional, investigada por incumplir normas sanitarias con la pandemia de COVID-19, como el uso de mascarillas médicas y el distanciamiento social.

### Publicación de noticias falsas
En el contexto de las elecciones generales brasileñas de 2022, Marçal publicó un contenido que asociaba al Partido de los Trabajadores de Brasil con la distribución de contenido LGBTQIA+ en las escuelas. El contenido fue eliminado por decisión del Tribunal Superior Electoral de Brasil, alegando que se trataba de "desinformación circular".
Un post de Marçal, que denunciaba una agresión sexual contra un niño, fue eliminado de Instagram por violar las condiciones de uso de la plataforma. El vídeo, que mostraba la escena de un niño siendo besado a la fuerza, acabó siendo grabado en la isla de Marajó, y fue publicado pocos días después de que Damares Alves denunciara, sin pruebas, torturas, mutilaciones, abusos sexuales y tráfico de seres humanos contra niños en esa isla.
En enero de 2024, Marçal se convirtió en meme y fue criticado por su discurso en una conferencia, donde dijo que habría identificado una avería en un helicóptero antes que el piloto y que entonces lo habría calmado. Varios usuarios acusaron a la historia de ser falsa, entre ellos el experto en aviación y ex mecánico de United Airlines Lito Sousa.
El 8 de mayo de 2024, el Procurador General de la Unión (AGU) llevó a Marçal a los tribunales por las noticias falsas difundidas sobre la actuación de los militares en las inundaciones de Rio Grande do Sul.
El 9 de agosto de 2024, el Tribunal Regional Electoral de São Paulo ordenó a Marçal retirar de las redes sociales las publicaciones que asociaban a Guilherme Boulos, también candidato a la alcaldía de la capital, con el consumo de drogas. La petición a la Justicia fue realizada por la campaña de Guilherme Boulos durante las elecciones municipales de ese mismo año. La defensa del candidato del PSOL afirmó que Pablo «inventó y proporcionó noticias falsas durante un debate en TV Bandeirantes y en posts publicados en las redes sociales en la madrugada del 8 al 9 del mismo mes».
El 13 de agosto de 2024, el Tribunal Regional Electoral de São Paulo determinó por segunda vez que Pablo Marçal, retirase de las redes sociales vídeos y posts contra su adversario Guilherme Boulos. Según el juez del tribunal, los posts realizados por Marçal contra Boulos tienen como único objetivo la divulgación y carecen de relevancia electoral para los paulistas que deben elegir al próximo alcalde de la capital paulista en octubre de este año.
El 4 de octubre de 2024, Marçal divulgó un informe médico, posteriormente comprobado como falsificado, que parecía demostrar que Boulos consumía cocaína.

### Sospechoso de blanqueo de dinero
En agosto de 2022, Marçal ostentaba el récord de autofinanciación, al haber donado más de 500.000 reales brasileños a su propia campaña. Existen sospechas de que estas cantidades donadas a la campaña pasaron posteriormente a las empresas de Pablo Marçal, con el fin de ocultar el origen del dinero. Algunos de los pedidos no se cumplieron, ya que en la dirección de la sede de las empresas sólo había una sala de juegos y una editorial. Marçal se quejó de persecución política.

### Omisión de la declaración de bienes presentada al Tribunal Superior Electoral
Pablo Marçal habría ocultado 22.000.000 de reales brasileños en la declaración de bienes que presentó al Tribunal Superior Electoral (TSE) para presentarse a las elecciones municipales de 2024. Marçal redujo el valor de dos empresas y no declaró ninguna al Tribunal Electoral.